# Storia di Flinx
Storia di Flinx (For Love of Mother-Not) è un romanzo di fantascienza dello scrittore americano Alan Dean Foster, pubblicato per la prima volta nel 1983. Il libro è cronologicamente il primo della serie di Pip e Flinx dello Humanx Commonwealth, ma il quarto scritto dall'autore allo scopo di approfondire la storia iniziale di Flinx.
La serie di Flinx inizia con questo romanzo, esplorando i suoi primi anni crescendo con Mamma Mastino, sul pianeta Moth. 

## Trama
Il giovane Philip Lynx viene acquistato in un'asta di schiavi per cento crediti. Dopo aver allevato questo ragazzo per molti anni, la madre adottiva, Mamma Mastino, improvvisamente scompare.  Flinx la insegue attraverso il piovoso mondo di Moth e scopre che è stata rapita dalla misteriosa Meliorare Society, un gruppo noto per aver sperimentato l'eugenetica che potrebbe benissimo essere la fonte degli insoliti talenti di Flinx.
Flinx ha poteri empatici, può proiettare emozioni e leggere le emozioni degli altri. Mamma Mastino in seguito si rese conto che non era il suo desiderio di comprare un bambino, ma il desiderio intenzionale di Flinx di comprare da lei.